# Geschiedenis van Naarden

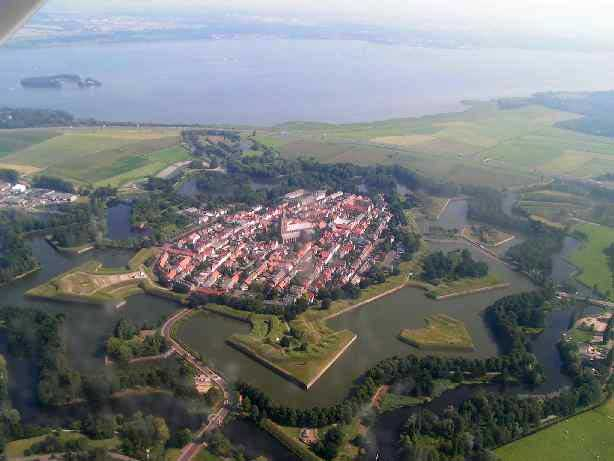
De Naardense vesting vanuit de lucht, gezien in noordelijke richting.

De geschiedenis van de stad Naarden gaat terug tot de regeerperiode van keizer Otto I (936-968); zij heette toen Naruthi. Vermoedelijk kreeg de stad omstreeks 1300 stadsrechten van graaf Floris V. Marktrechten had de stad echter al veel eerder mogen ontvangen.
Naruthi, een vroegere naam van Naarden, lag toen niet op de plek waar het nu ligt maar lag ten noorden van de huidige stad. Doordat het oprukkende water van de steeds wilder wordende Zuiderzee het plaatsje steeds meer bedreigde, besloot men de stad, nadat deze was verwoest tijdens de Hoekse en Kabeljauwse twisten, op een veiligere plek te herbouwen. Deze plek is een uitloper van de Utrechtse Heuvelrug en is tevens de enige plek waar men van het oosten van het land naar de belangrijke steden van het graafschap Holland kon reizen. Ten zuiden lagen uitgestrekte veenmoerassen en ten noorden de Zuiderzee.
Het huidige Naarden is gesticht in 1350. Het oorspronkelijke stratenpatroon van de Naardense vesting is in zijn geheel bewaard gebleven tot op heden, inclusief de dubbele omwalling.

## Vesting

### Ontstaan
Naarden begon in 996 als een havendorp aan de Zuiderzee, toen ook al deel van Gooiland. De stad ervoer veel pech en werd door de tijd onder andere geplunderd, afgebrand en grotendeels verdronken. In 1355 werd het herbouwd door de graaf van Holland, hertog Willem van Beieren.

### 16e eeuw

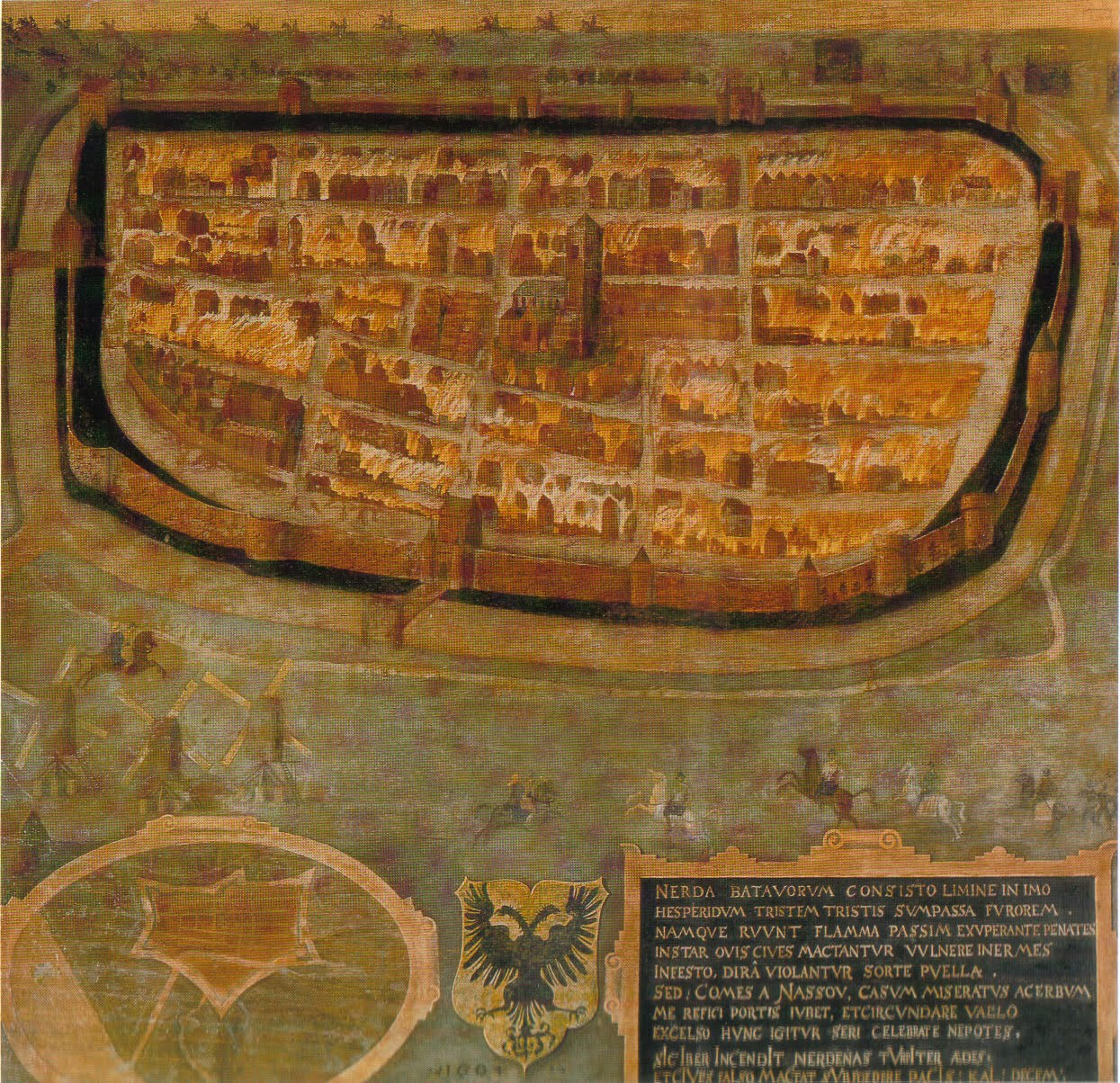
Afbeelding van de Stadsbrand van Naarden in 1572.

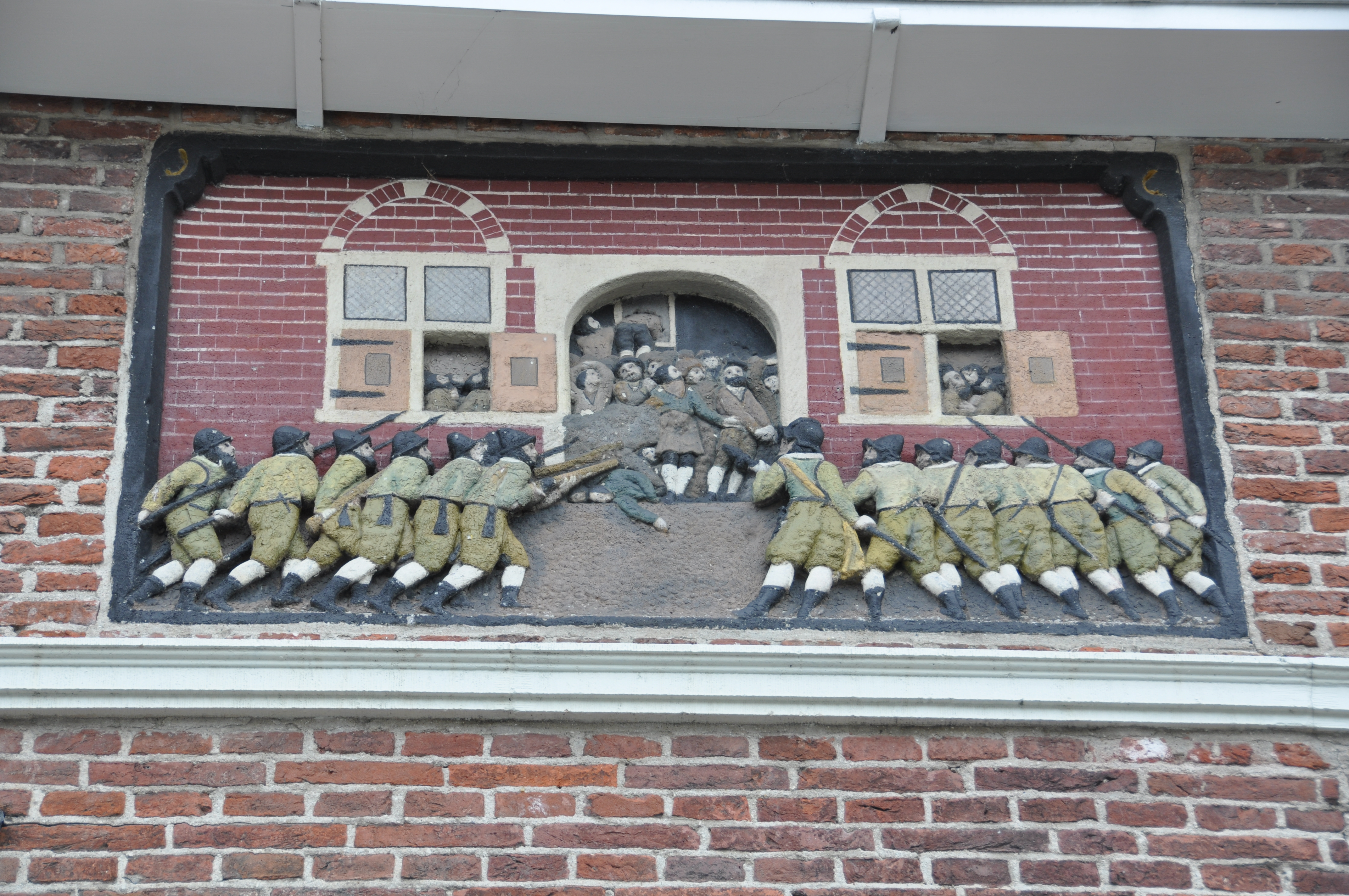
Gevelsteen die herinnert aan het Bloedbad van Naarden in 1572.

Nadat Naarden tijdens de Tachtigjarige Oorlog de protestantse kant gekozen had, kreeg de stad op 1 december 1572 een zware slag te verduren. Spaanse troepen onder leiding van Don Frederik, de zoon van de hertog van Alva, rukten als onderdeel van Don Frederiks veldtocht op tot voor de middeleeuwse stadsmuren. Uit angst voor een mogelijke Spaanse vergelding, in het geval de bewoners langer verzet bleven bieden, openden de inwoners de stadspoorten. Vóór het toenmalige stadhuis vermoordden de Spanjaarden alsnog zevenhonderd Naardense inwoners, inclusief vrouwen en kinderen. De gebeurtenis werd bekend onder de naam het Bloedbad van Naarden. Het stadhuis bestaat nog steeds en heet nu Het Spaansche Huis (zie Naarden). En als een extra vergelding, om toekomstige opstandige gevoelens tegen te gaan, braken de Spanjaarden de stadsmuren af. Het was duidelijk dat Naarden beter verdedigd moest worden. Er werden vestingwerken aangelegd volgens het Oudnederlands stelsel. Adriaen Anthonisz (ook verantwoordelijk voor de vestingwerken van Muiden), was hierbij de belangrijkste ontwerper.

### 17e eeuw

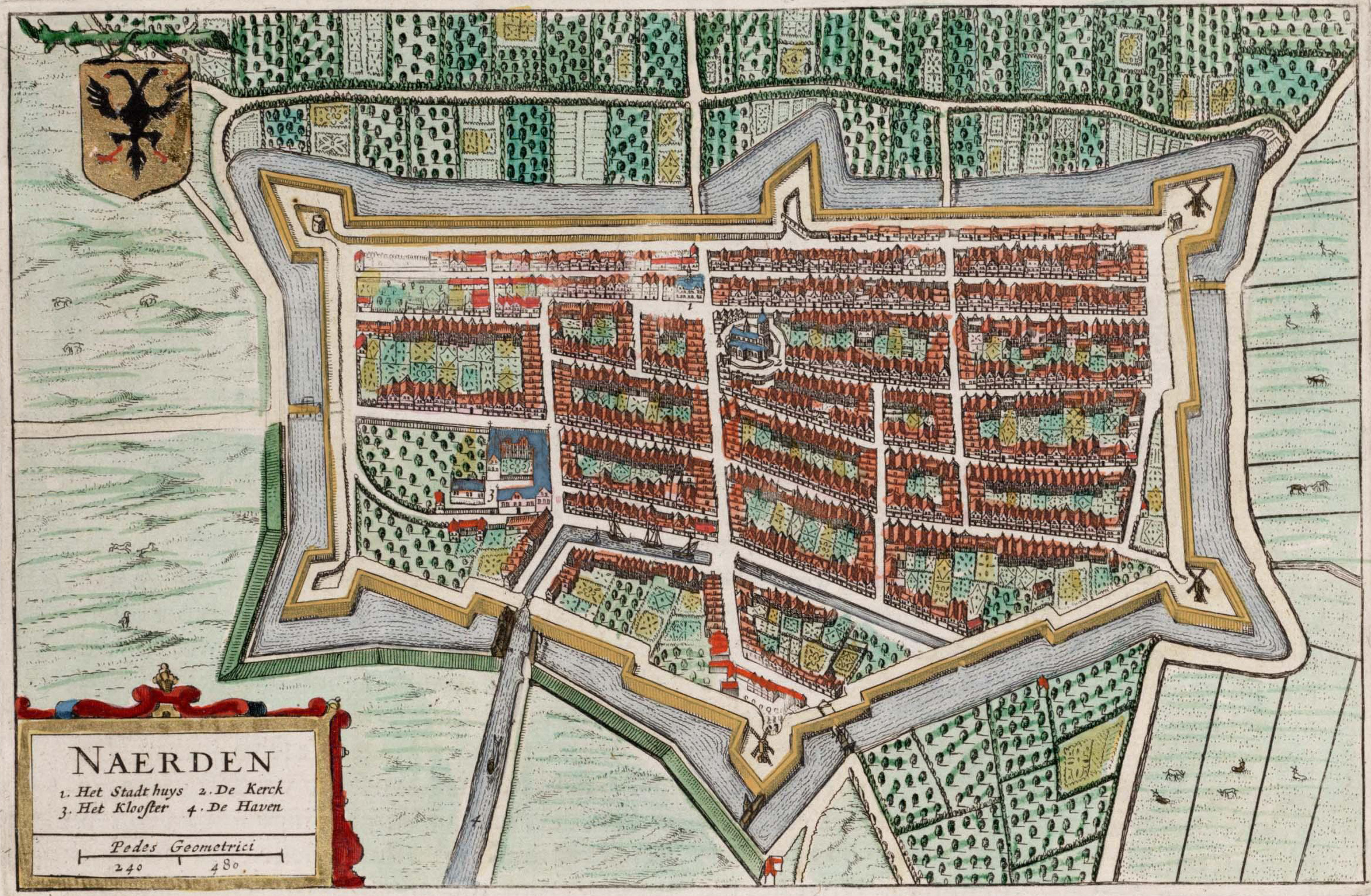
Kaart van Naarden uit de Atlas van Loon uit 1649 waarop de vroeg-17e-eeuwse uitvoering van de vestingwerken is afgebeeld.

De vestingwerken werden verder uitgebreid door de Fransen die, onder leiding van Lodewijk XIV, de verwaarloosde vesting in 1672 zonder slag of stoot hadden veroverd. Deze uitbreidingen bestonden uit het aanbrengen van ravelijnen voor de courtines (weermuur tussen twee bastions) en het aanbrengen van een pallisadewal met gracht voor de hoofdwal. Deze verbeteringen konden echter niet voorkomen dat de stad in 1673 werd heroverd door Willem III van Oranje.
Na de herovering door de troepen van de stadhouder werd besloten de vesting te moderniseren. Op initiatief van Willem III maakte Adriaan Dortsman, met hulp van Nicolaas Witsen, een definitief ontwerp voor de verdedigingswerken van Naarden. Dortsman beleefde echter weinig plezier aan zijn opdracht. De besturen van Amsterdam zagen in de nieuwe vesting eerder een bedreiging dan een bescherming en grepen elke kans aan om de bouw te saboteren. Bij een inspectie in 1681 kwamen ernstige gebreken aan het licht, het gevolg van malversaties waarvan Dortsman grotendeels onterecht de schuld kreeg. Het werk werd voltooid door Willem Paen. In 1685 was de huidige verdedigingslinie af met een dubbele gordel van wallen en grachten.
Vanaf de 17e eeuw maakte Naarden deel uit van de Oude, en later de Nieuwe Hollandse Waterlinie. Hiervan is het fort Ronduit, aan de noordkant van Naarden, officieel het noordelijkste onderdeel.
In tegenstelling tot wat veel mensen denken, heeft de beroemde vestingbouwer Menno van Coehoorn geen aandeel gehad in de bouw. Wel uitte hij hevige kritiek op het uiteindelijke ontwerp. In het voorwoord van diens boek 'Nieuwe Vestingbouw' leverde Van Coehoorn zware kritiek op een 'Sekere Fortresse' die opvallende gelijkenissen vertoonde met de toen bijna voltooide Naardense vesting.

### 19e eeuw
Van november 1813 tot mei 1814 vond het Beleg van Naarden plaats door het Nederlandse leger nadat de Franse generaal Quétard de la Porte (die de vesting in 1795 had ingenomen) weigerde de vesting op te geven na de capitulatie van Napoleon.
De laatste keer dat er uitgebreid aan de vestingwerken gesleuteld is, was na de Frans-Duitse Oorlog in 1870-1871. Deze toevoegingen bestonden uit het bouwen van een reeks onderaardse 'bomvrije' kazernes in de kelen van een aantal bastions en het bouwen van verzonken mortierkazematten in de saillanten (punten) van een aantal bastions. Verder kwamen er een bomvrij ziekenhuis en een bomvrije bakkerij in een van de bastions. In het bastion Turfpoort is sinds 1955 het Nederlands Vestingmuseum gevestigd, dat een binnen- en buitencollectie toont en veel activiteiten ontplooit.

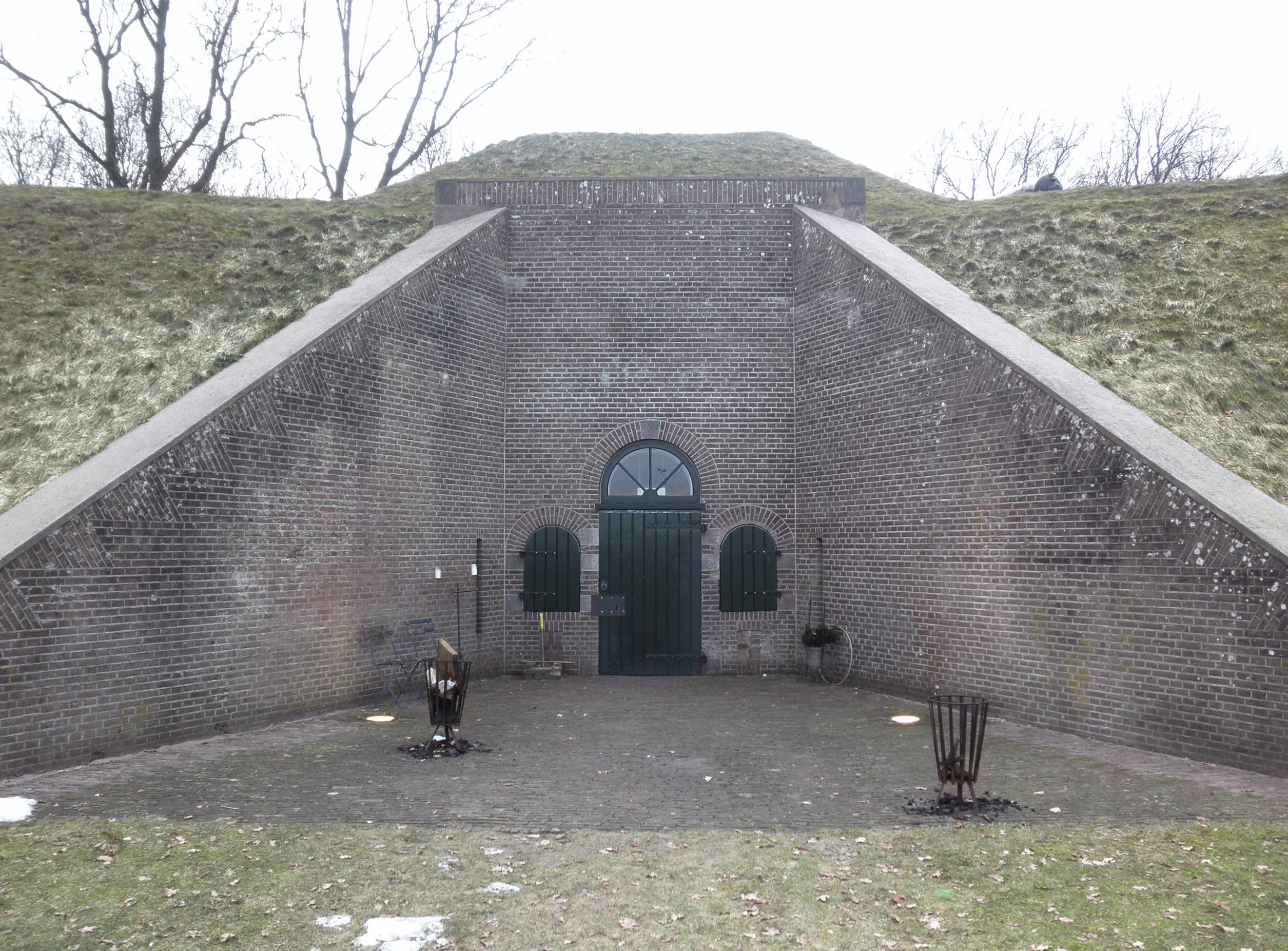
Poterne van Fort Werk 4.

Tussen 1867 en 1870 werd ook het Offensief voor Naarden aangelegd. Een vijftal versterkingen schermden het hoge gebied af ten zuiden van de Vesting Naarden, maar lagen voor de inundaties van de waterlinie. Vanuit hier waren offensieve acties tegen de invallende legers mogelijk. In de eerste fase van de strijd lag het veldleger voor de inundaties, maar bij tegenslag trok het leger zich terug achter de inundaties. De fortenrij beschermde de ruimte tot Naarden waardoor de troepen tijd kregen om veilig terug te trekken.
De vestingfunctie van Naarden had ook gevolgen voor de bebouwing buiten de eigenlijke vesting. Vanwege de Kringenwet van 1853 moesten gebouwen buiten de vestingwallen en daarmee verwante militaire instellingen (zoals de batterijen aan de Karnemelksloot, onderdeel van de Nieuwe Hollandse Waterlinie) van hout worden gebouwd (een stenen voet van maximaal 50 centimeter was toegestaan). Bij een eventuele aanval konden deze dan gemakkelijk worden afgebrand en kon de vijand zich niet hierachter verstoppen. Zeer fraaie voorbeelden van dit soort huizen zijn te vinden aan de Verlengde Fortlaan en (vooral) de Sandtmannlaan in Naarden. Dit zijn 12 merendeels dubbele woningen, in 1910-1912 gebouwd door de Amsterdamse architect G.E.A. Sandtmann, gelegen tegen de grens van Bussum.

### Restauratie 20e eeuw

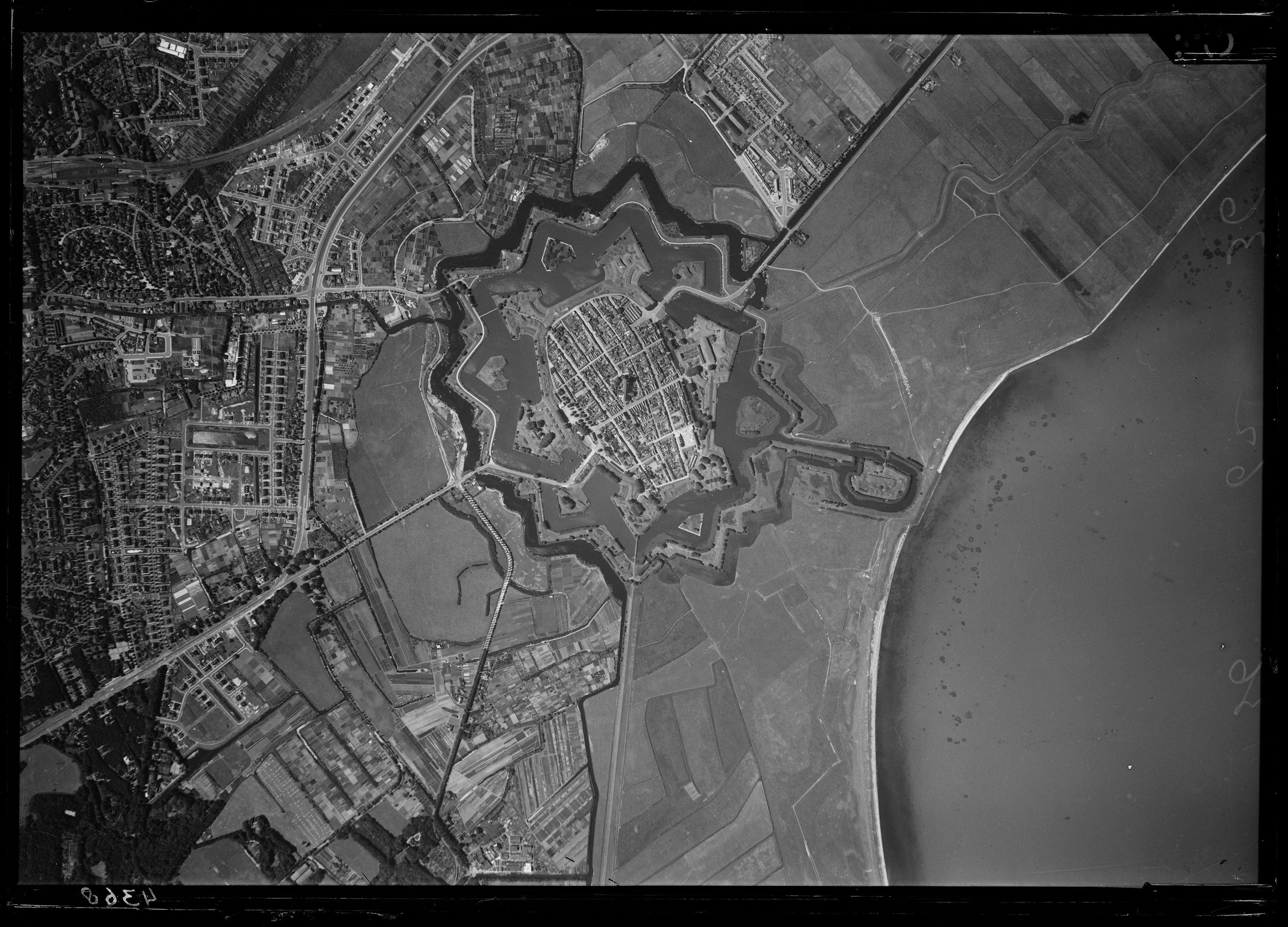
Luchtfoto van Naarden in de periode 1920-1940.

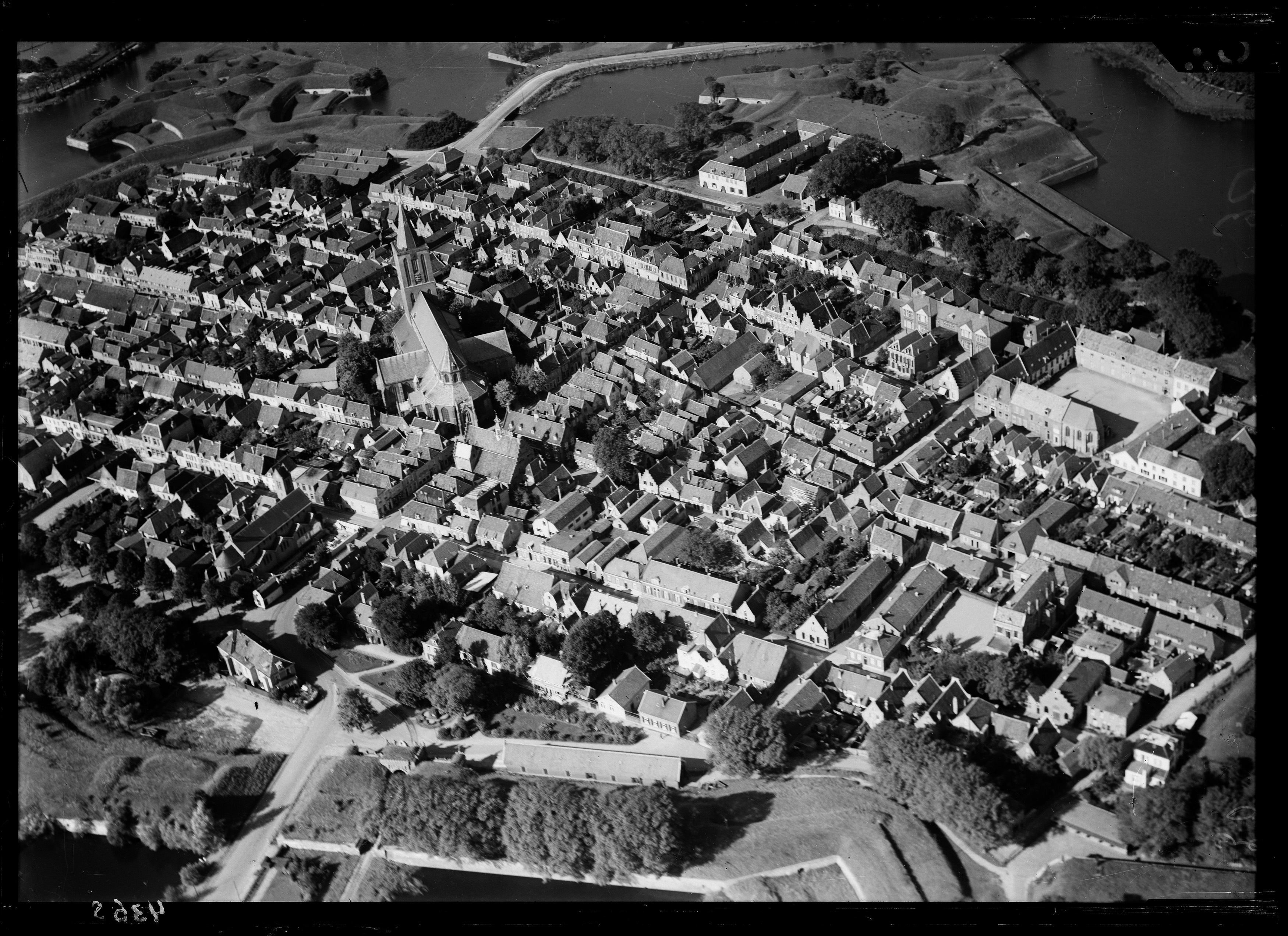
Het centrum van Naarden in de periode 1920-1940.

In 1926 verloor Naarden zijn vestingfunctie, en de verdedigingswerken raakten in verval, zoals in de historie vaker was voorgevallen. Sinds 1932 maakt de Stichting Menno van Coehoorn zich sterk voor behoud van de vesting. Tussen 1964 en 1987 is het grootste deel van de vestingwerken gerestaureerd in opdracht van de Rijksgebouwendienst. 
De vesting met omliggend gebied is sinds 1985 een beschermd stadsgezicht.
In de jaren 1999-2001 zijn de Promerskazerne en de "doorbraak" bij de Utrechtse Poort inclusief het daarvoor gelegen ravelijn VI aangepakt. In de periode 2008-2010 werd groot onderhoud uitgevoerd en restauratie van het buitendijkse deel (bastions Katten en Oud Molen tot aan de Westbeer). Dit gedeelte van de vestingwerken (en de restauratie) is goed te zien via een rondvaart.

### Eigendomsoverdracht
In 2012 besloot de minister van Binnenlandse Zaken, Piet Hein Donner, dat rijksmonumenten, die geen rijksfunctie meer vervullen, door het Rijk afgestoten kunnen worden. Zijn opvolger in deze: de Minister voor Wonen en Rijksdienst, Stef Blok, zette de verzelfstandiging in 2013 door. 
In april 2014 werd de Nationale Monumentenorganisatie opgericht. Dit moest  een organisatie zijn 'met ervaring en kennis inzake het beheren van  rijksmonumenten'.. De gemeente Gooise Meren waarin de vesting ligt betwijfelde of het NMo over voldoende middelen zou gaan beschikken voor onderhoud van de vesting. Ook was ze bang voor verlies van zeggenschap over de vesting. De gemeente richtte de 'Stichting Gooisch Erfgoed' op en legde in december 2015 beslag op Naarden Vesting, zodat de overdracht aan de NMo niet zou kunnen plaatsvinden. Het ministerie spande hierop een kort geding aan tegen de gemeente. De rechter besliste daarin dat de vesting aan de NMo moest worden overgedragen. Dit vond plaats op 15 januari 2016 toen de Rijksgebouwendienst de vesting overgedroeg aan de stichting Monumentenbezit, die de eigendommen van de NMo beheert.

## Bastions, courtines en ravelijnen

Bastions en ravelijnen van Naarden

Naarden-Vesting bestaat uit 6 bastions en 6 ravelijnen. Van noord naar zuid (met de klok mee) zijn dit Bastion Katten, Oranje, Promers, Turfpoort, Nieuw Molen en Oud Molen. Tussen de bastions bevinden zich courtines.
Hieronder een uitgebreidere beschrijving per bastion (met tussenliggende courtine en ravelijn).

### Bastion Katten
Dit noordelijke bastion telt de volgende gebouwen:
- Gebouw A - Kazerne uit 1873-1875
- Gebouw B - Dubbele kanonremise uit 1873-1875
- Gebouw C - Flankkazemat uit 1873-1875
- Gebouw D - Schuilplaats uit 1873-1875
- Gebouw E - Doorgang en remise uit 1877 (onderdeel courtine Katten-Oranje)

Tussen bastion Katten en Oranje ligt courtine Katten-Oranje. Tegenover bastion Katten ligt het eiland en ravelijn Katten-Oranje.

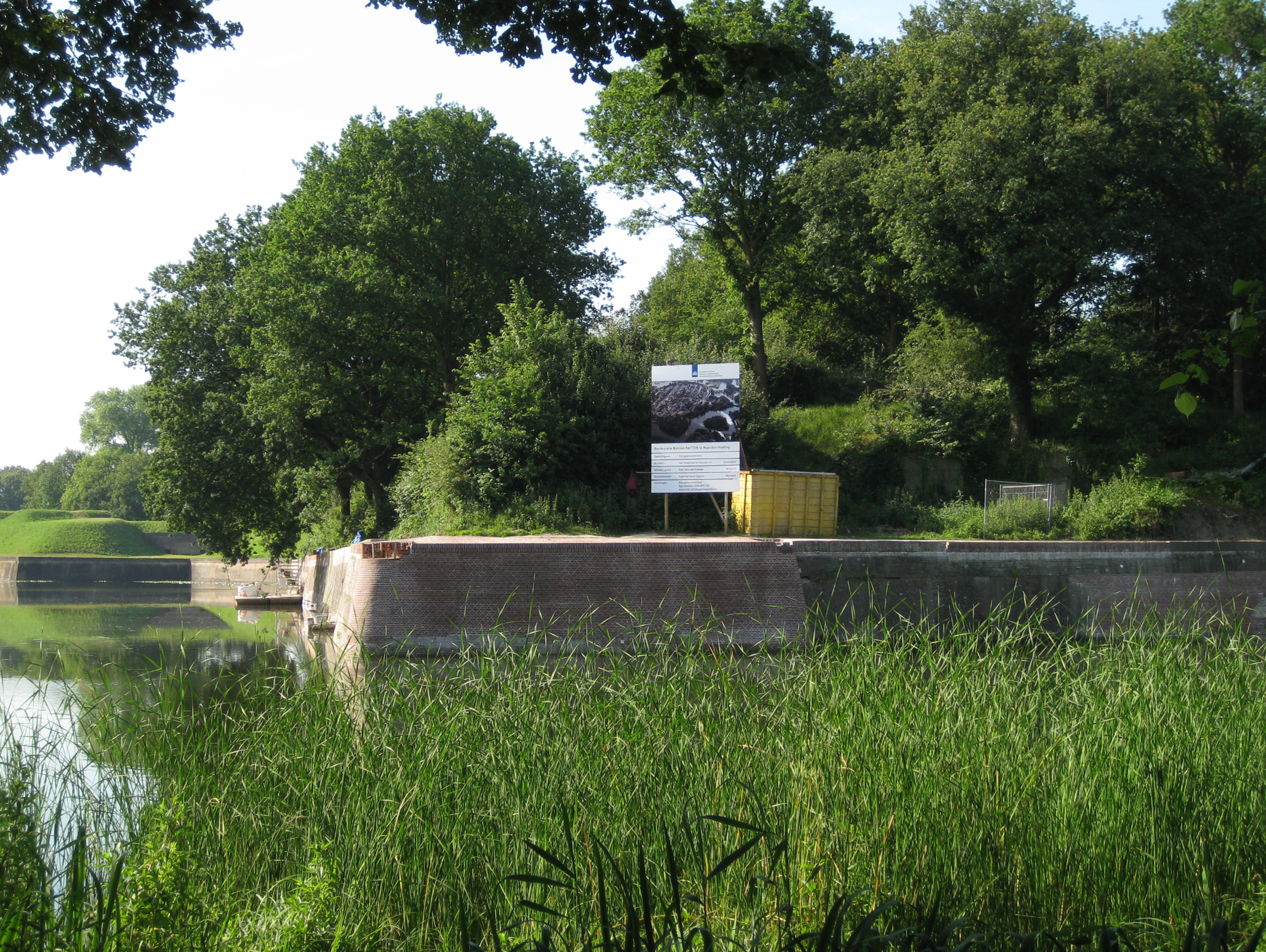
Bastion Katten

### Bastion Oranje
Bastion Oranje is gesitueerd aan de oostkant van de vesting. Hier bevinden zich:
- Gebouw G - Kazerne Oranje uit 1875-1878
- Gebouw F - Kanonbergplaats uit 1875-1878
- Gebouw H - Mortierkazemat uit 1875
- Gebouw I - Kanonbergplaats en munitiemagazijn uit 1875-1878
- Gebouw K - Kanonkelders en kruitmagazijn uit 1679-1685
- Gebouw L - Kanonkelders en doorgang uit 1679-1685

Tussen bastion Oranje en Promers ligt courtine Oranje-Promers. Ten zuiden van bastion Oranje ligt het eiland en ravelijn Oranje-Promers. Hierop bevinden zich twee wachthuizen.

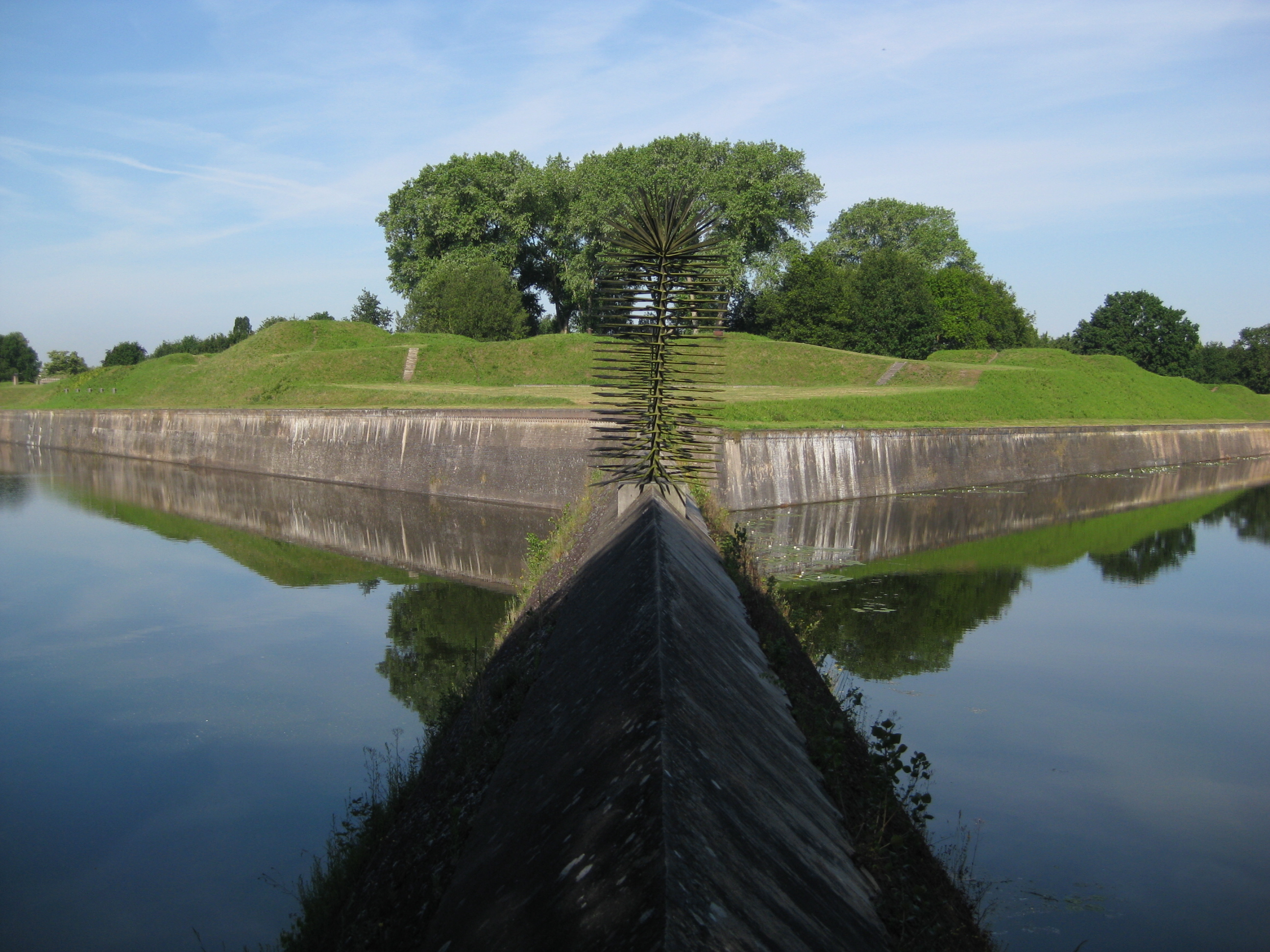
Bastion Oranje
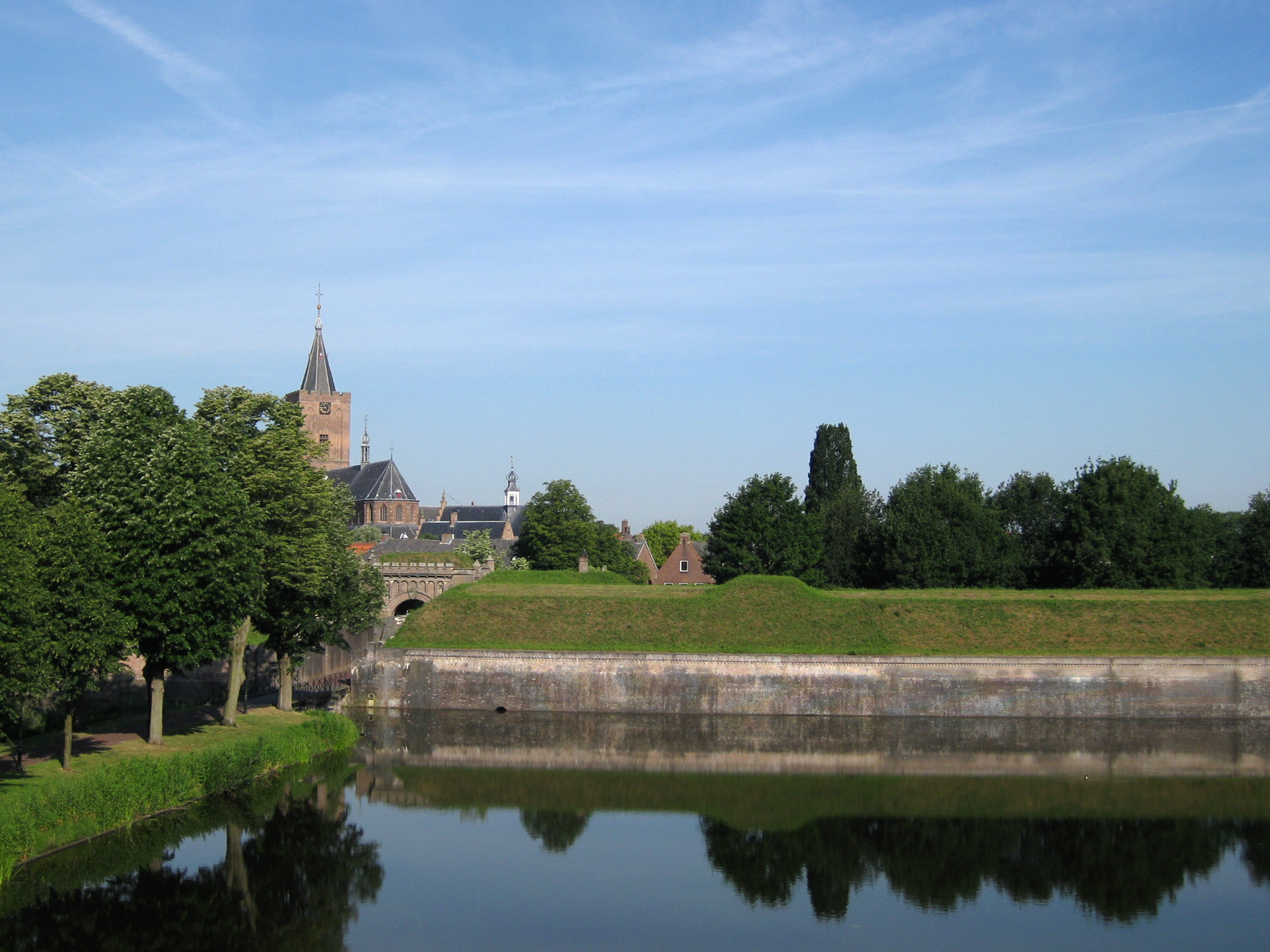
Courtine Oranje-Promers
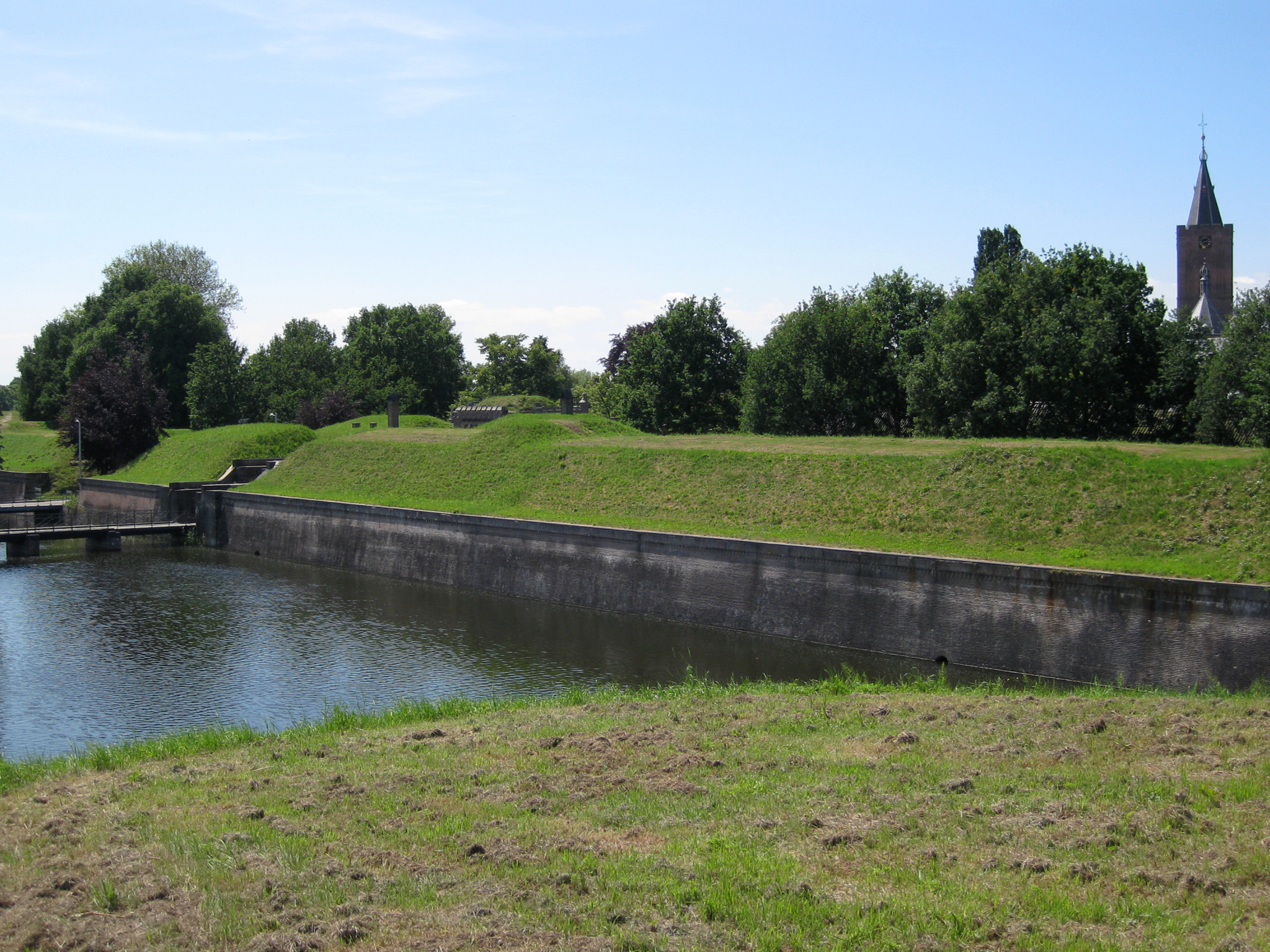
Courtine Oranje-Promers
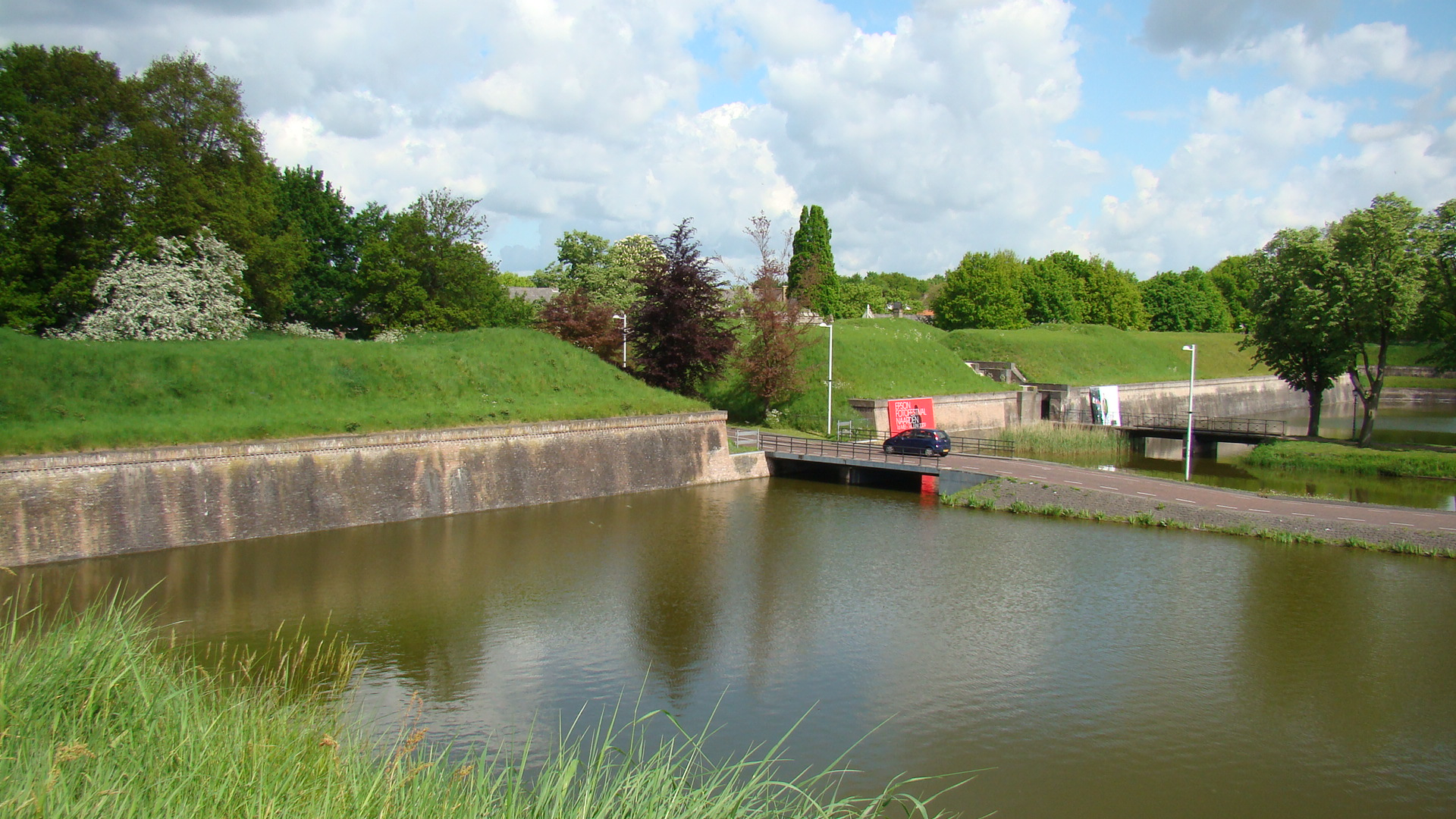
Courtine Oranje-Promers
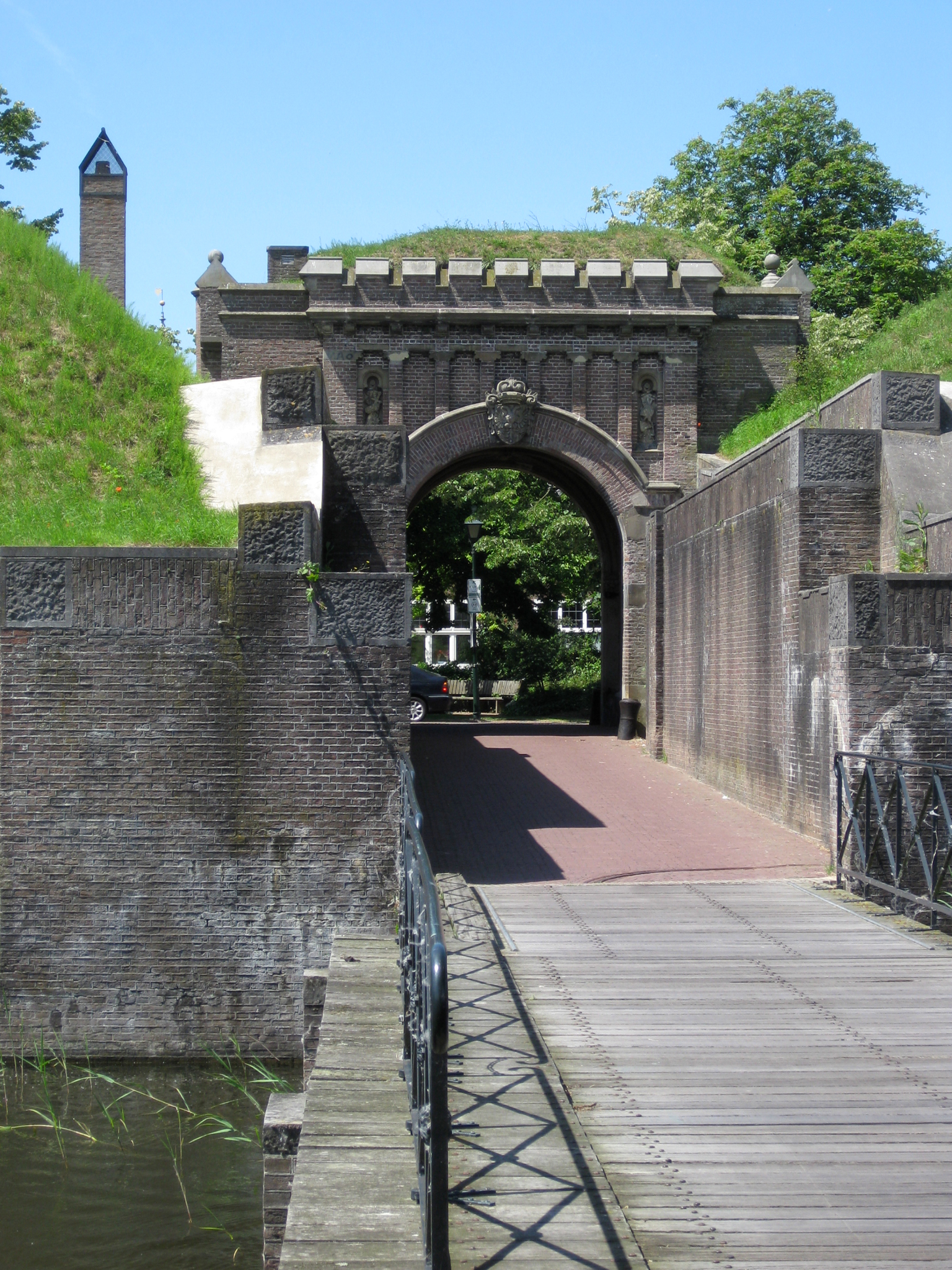
Utrechtse Poort (courtine)
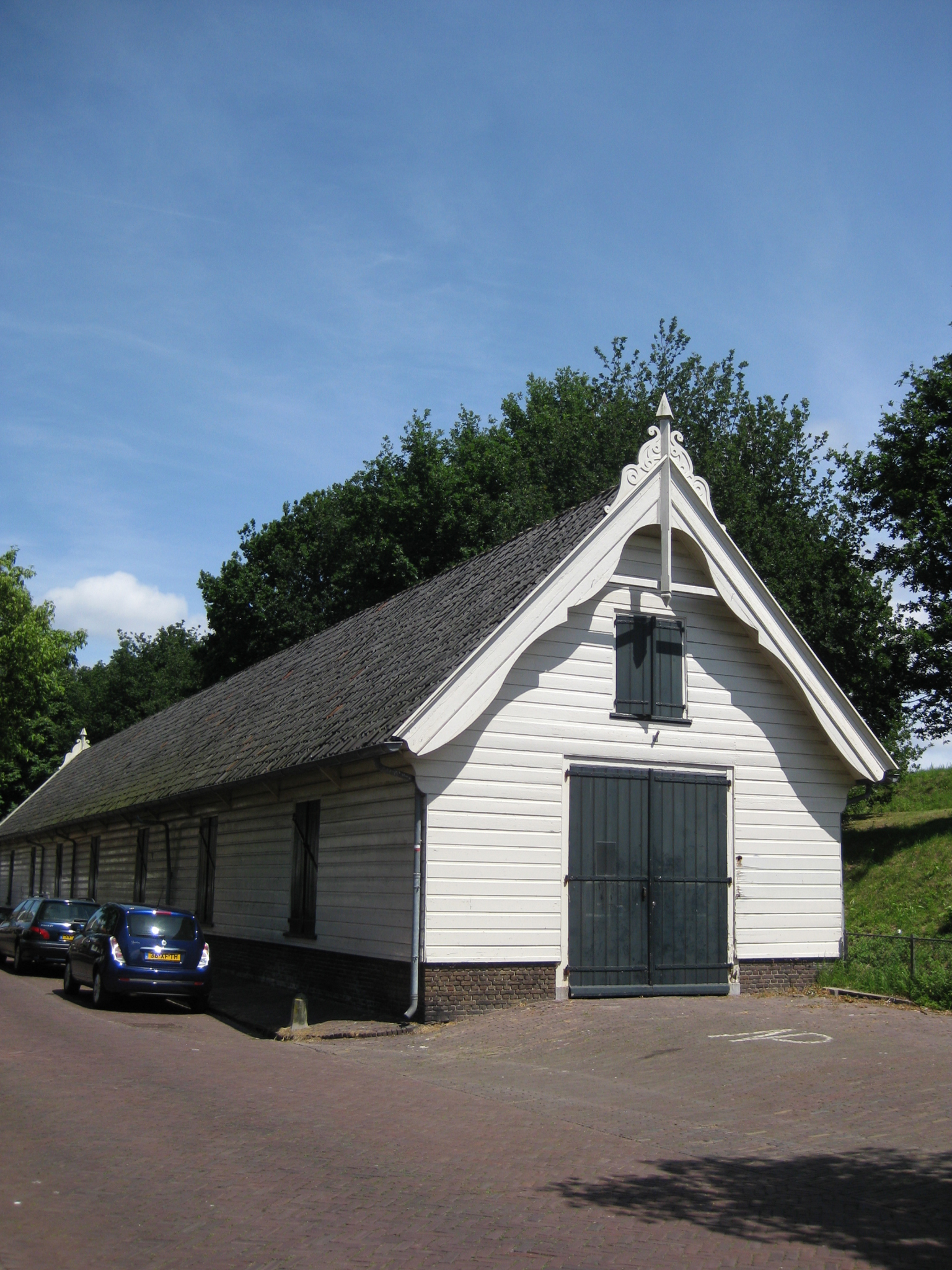
Gele Loods (courtine)

### Bastion Promers
Bastion promers is gelegen aan de zuidoostzijde van de vesting. Dit was het eerste bastion van de in 1679 gestarte verbouwing van de vesting. Hier bevinden zich:
- Bureaugebouw met cellen uit 1887-1888
- Kantinegebouw uit 1880
- Promerskazerne, uit 1875-1877
- Kanonkelders uit 1679-1685 - Gebouwen O (no, met doorgang naar kazerne) en U (zw)
- Mortierkazematten uit 1875-1877- Gebouw R
- Kanonkelders en kruitmagazijn uit 1679-1685 - Gebouwen P (no) en T (zw)
- Kanonremise uit 1875-1877 - Gebouwen Q (no) en S (zw)

Tussen bastion Promers en Turfpoort ligt courtine Promers-Turfpoort. Ten zuidwesten van bastion Promers ligt het eiland en ravelijn Promers-Turfpoort. Hierop bevinden zich geen gebouwen, er is wel een aanlegplaats.

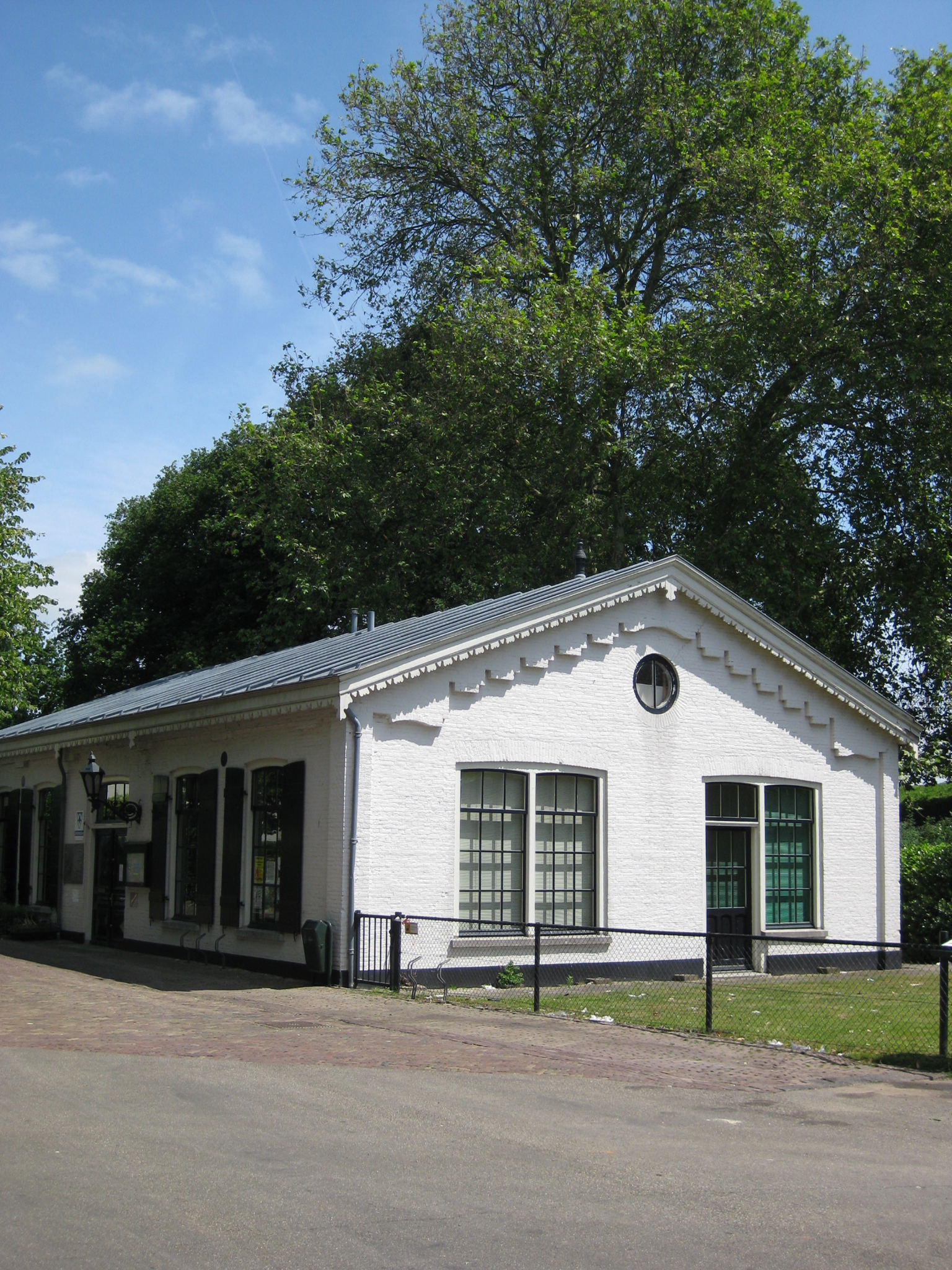
Kantinegebouw
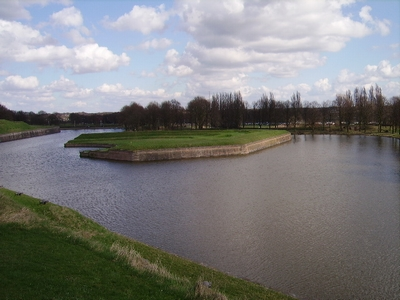
Ravelijn Promers-Turfpoort

### Bastion Turfpoort
Bastion Turfpoort is gelegen aan de zuidzijde van de vesting. Hier bevinden zich:
- Doorgang en kanonkelders (w) - Gebouw A' - Nederlands Vestingmuseum
- Doorgang en kanonkelders (o) - Gebouw V
- Dubbele kanonremise - Gebouw X
- Mortierkazemat - Gebouw Y
- Kanonkelders en kruitmagazijn (w) - Gebouw Z
- Kanonkelders en kruitmagazijn (o) - Gebouw W

Tussen bastion Turfpoort en Nieuw Molen ligt courtine Turfpoort-Nieuw Molen. Ten westen van bastion Turfpoort ligt ravelijn Turfpoort-Nieuw Molen. Hierop bevinden zich geen gebouwen.

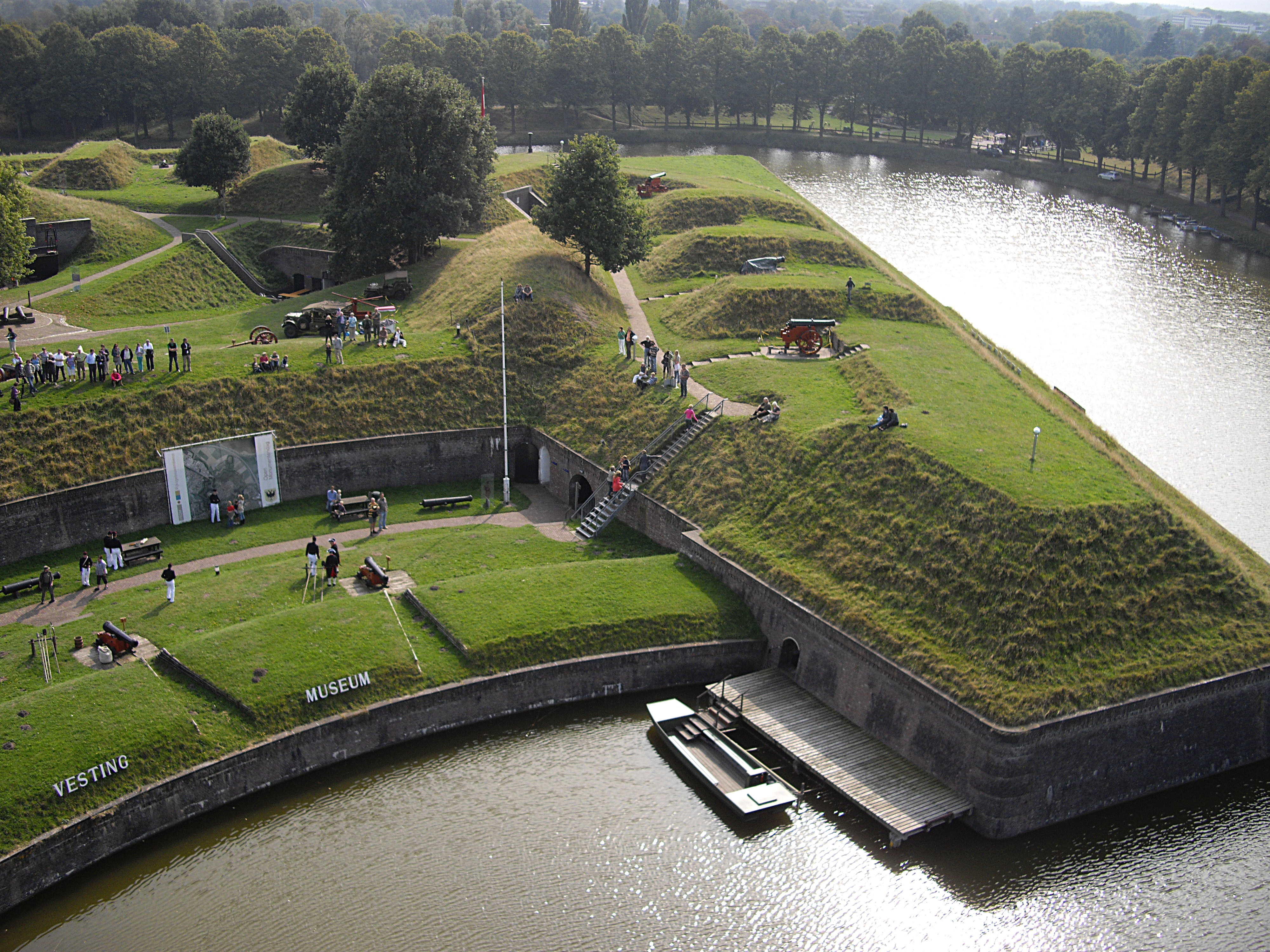
Bastion Turfpoort uit de lucht
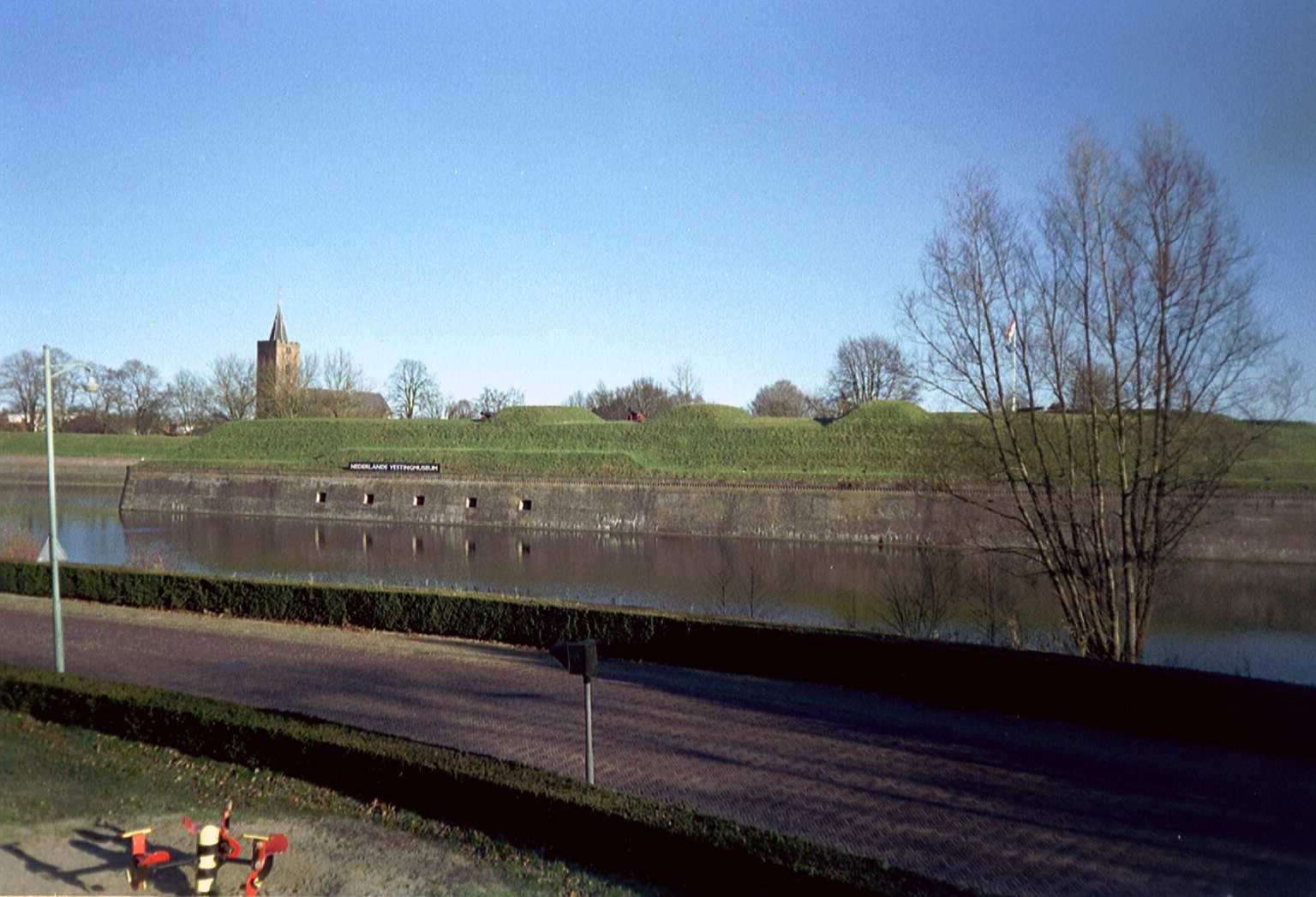
Bastion Turfpoort
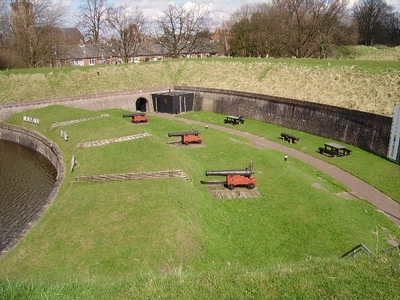
Kazematten op bastion Turfpoort

### Bastion Nieuw Molen
Bastion Nieuw Molen is gelegen aan de westzijde van de vesting. Op het bastion bevindt zich een parkeerplaats. Daarnaast bevinden zich op het bastion:
- Doorgangen met kanonkelders - Gebouwen B' (zz) en G' (nz)
- Gebouwen met kanonkelders en kruitmagazijn - Gebouwen C' (zz) en F' (nz)
- Een onderdoorgang naar punt van bastion

Tussen bastion Nieuw Molen en Oud Molen ligt courtine Nieuw Molen-Oud Molen. Ten noorden van bastion Nieuw Molen ligt ravelijn Nieuw Molen-Oud Molen. Hierop bevindt zich een wachthuis.

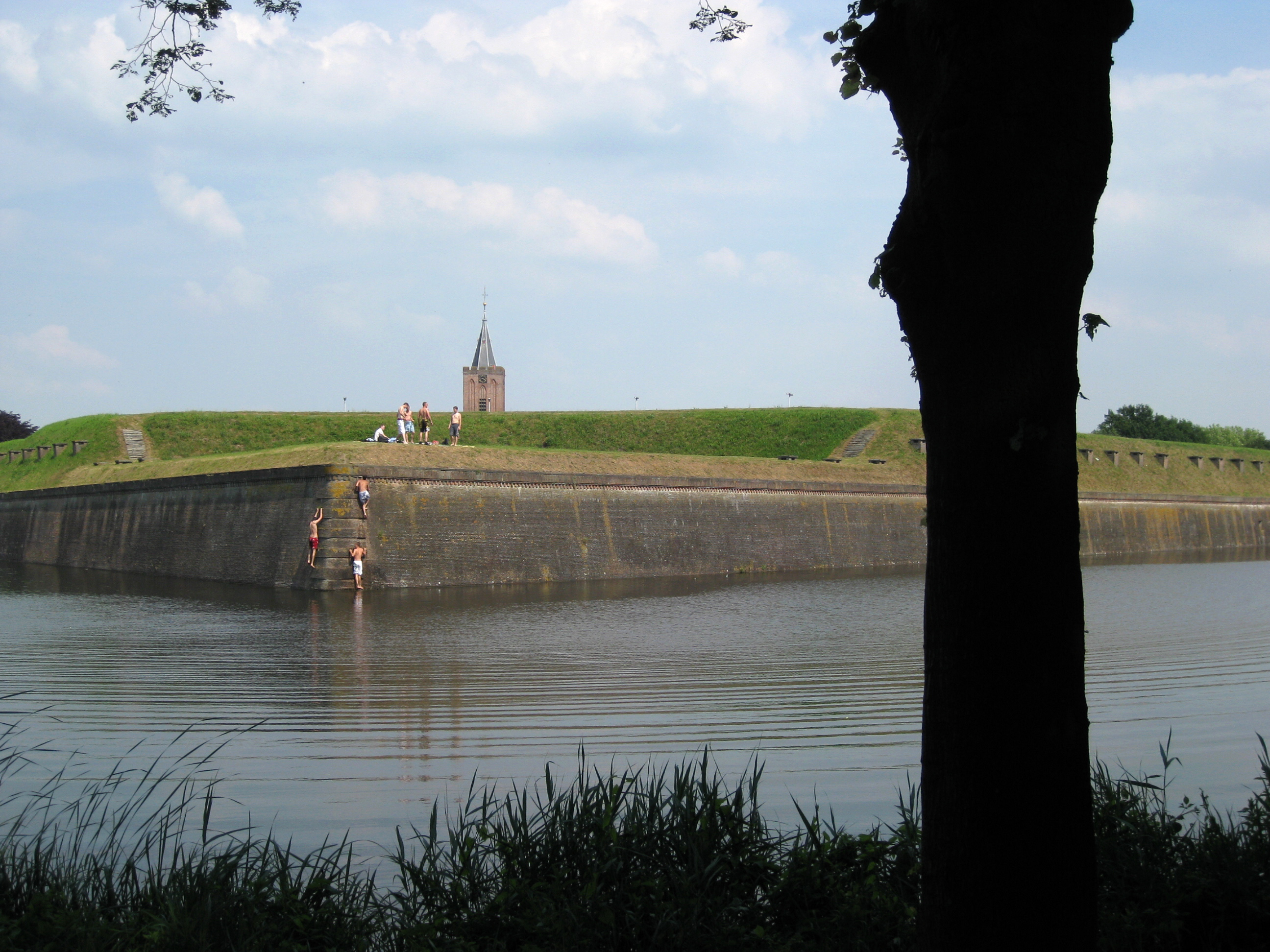
Bastion Nieuw Molen
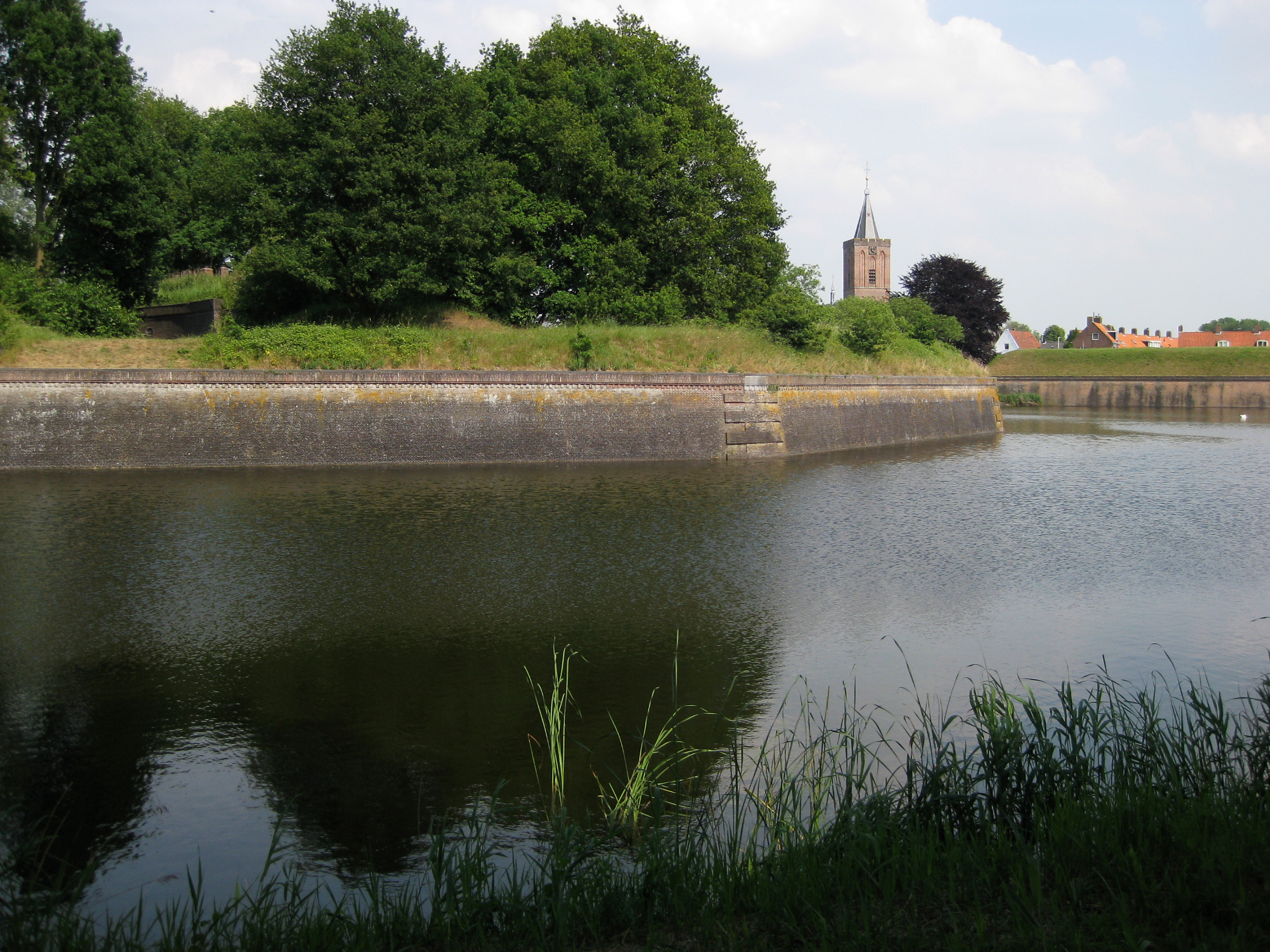
Ravelijn Nieuw Molen-Oud Molen, rechts courtine Nieuw Molen-Oud Molen

### Bastion Oud Molen
Bastion Oud Molen is gelegen aan de noordwestkant van de vesting. Hier bevinden zich:
- Arsenaal uit 1688
- Brandspuithuis uit 1877 - gebouw S
- Wachterswoning - gebouw X
- Wachtgebouw en timmermanswerkplaats van na de Tweede Wereldoorlog
- Militair kledingmagazijn met wapenkamers uit 1868-1872
- Garnizoensbroodbakkerij en -slagerij uit 1878 - gebouw N'
- Kazerne met hospitaal uit 1878 - gebouw L'
- IJskelders en kruitmagazijn uit 1877 - gebouw M'
- Doorgang met kanonkelders uit 1679-1685 - gebouw I'
- Woningen voor gehuwde militairen - gebouwen C en C'
- Autowerkplaats - gebouw D
- Genieloods - gebouw E
- Poterne (doorgang) naar de punt van het bastion uit 1679-1685 - gebouw c
- Sluis, gedeeltelijk onder brug uit begin 17e eeuw
- Keermuur uit 1877

Tussen bastion Oud Molen en Katten ligt courtine Oud Molen-Katten. Ten noordoosten van bastion Oud Molen ligt het eiland en ravelijn Oud Molen-Katten. Dit eiland is dicht begroeid.

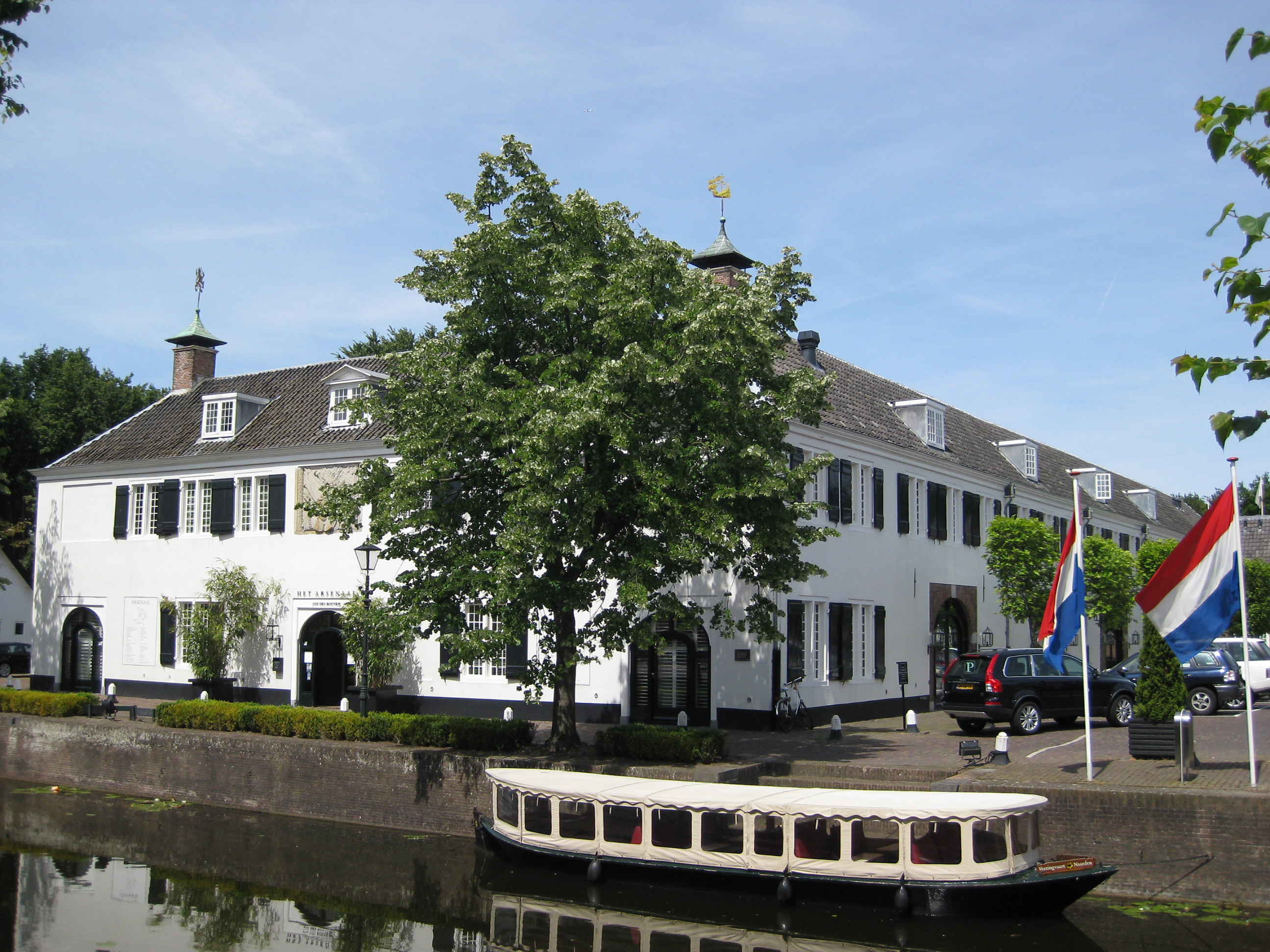
Arsenaal
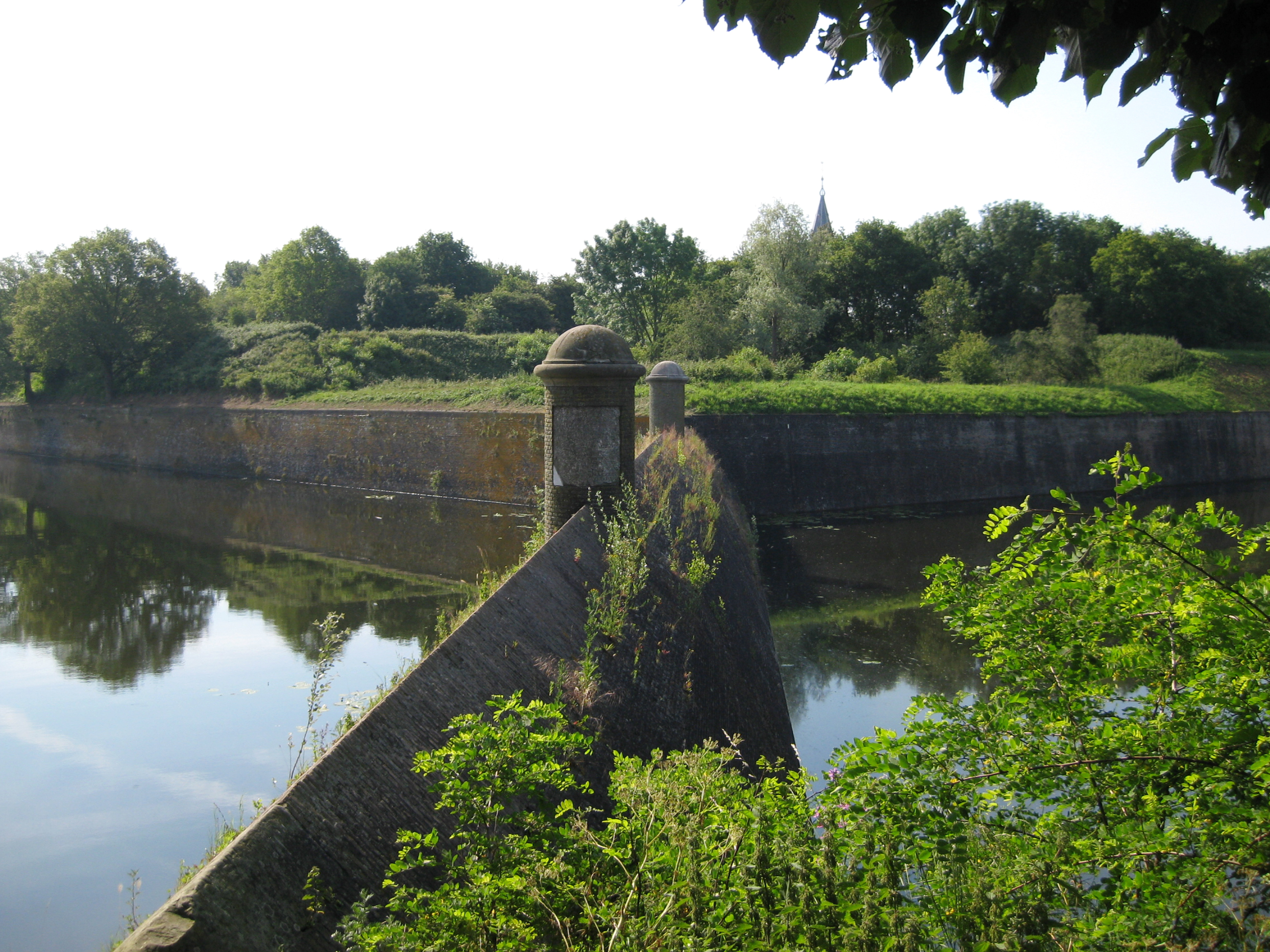
Bastion Oud Molen
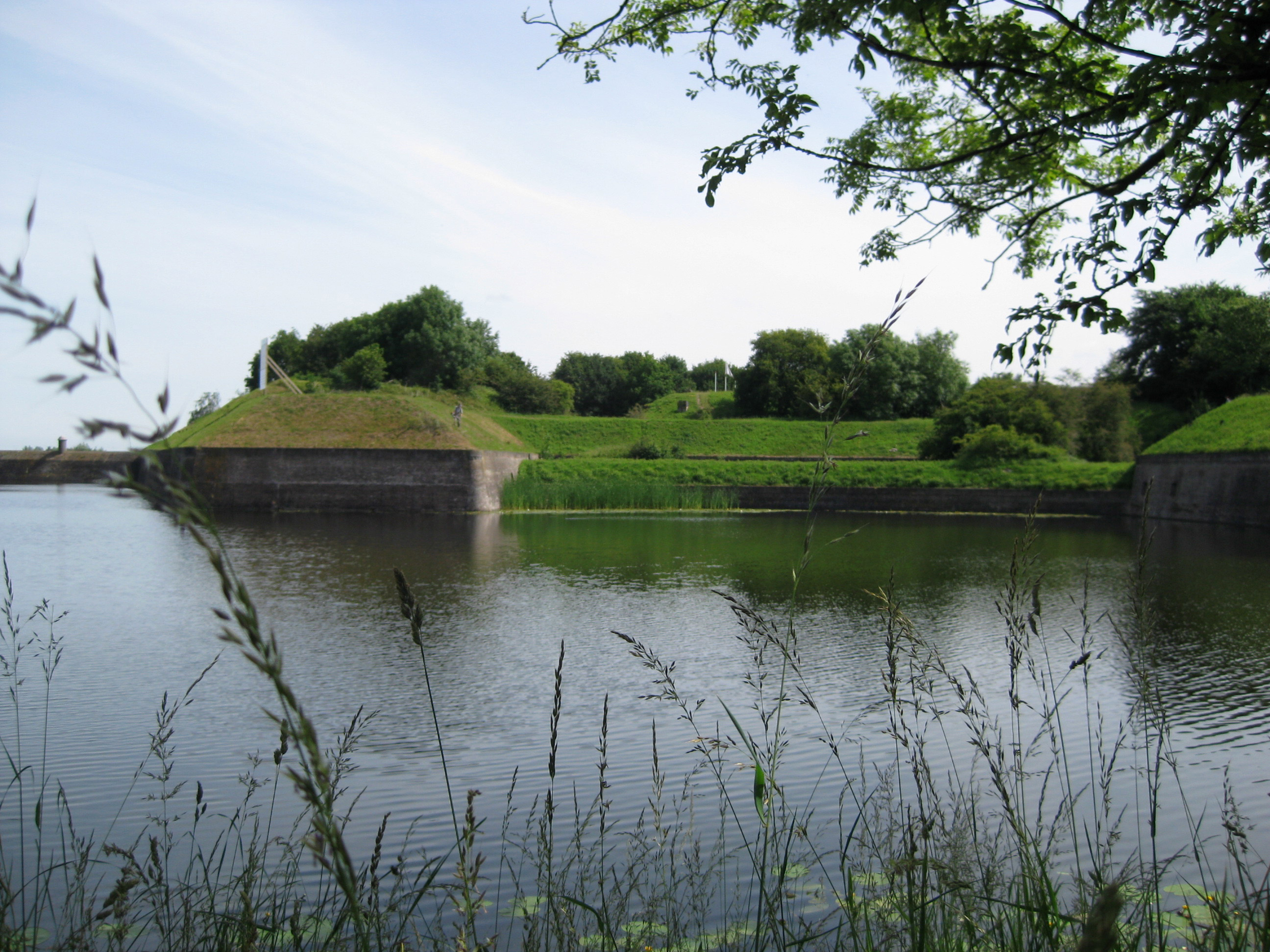
Bastion Oud Molen
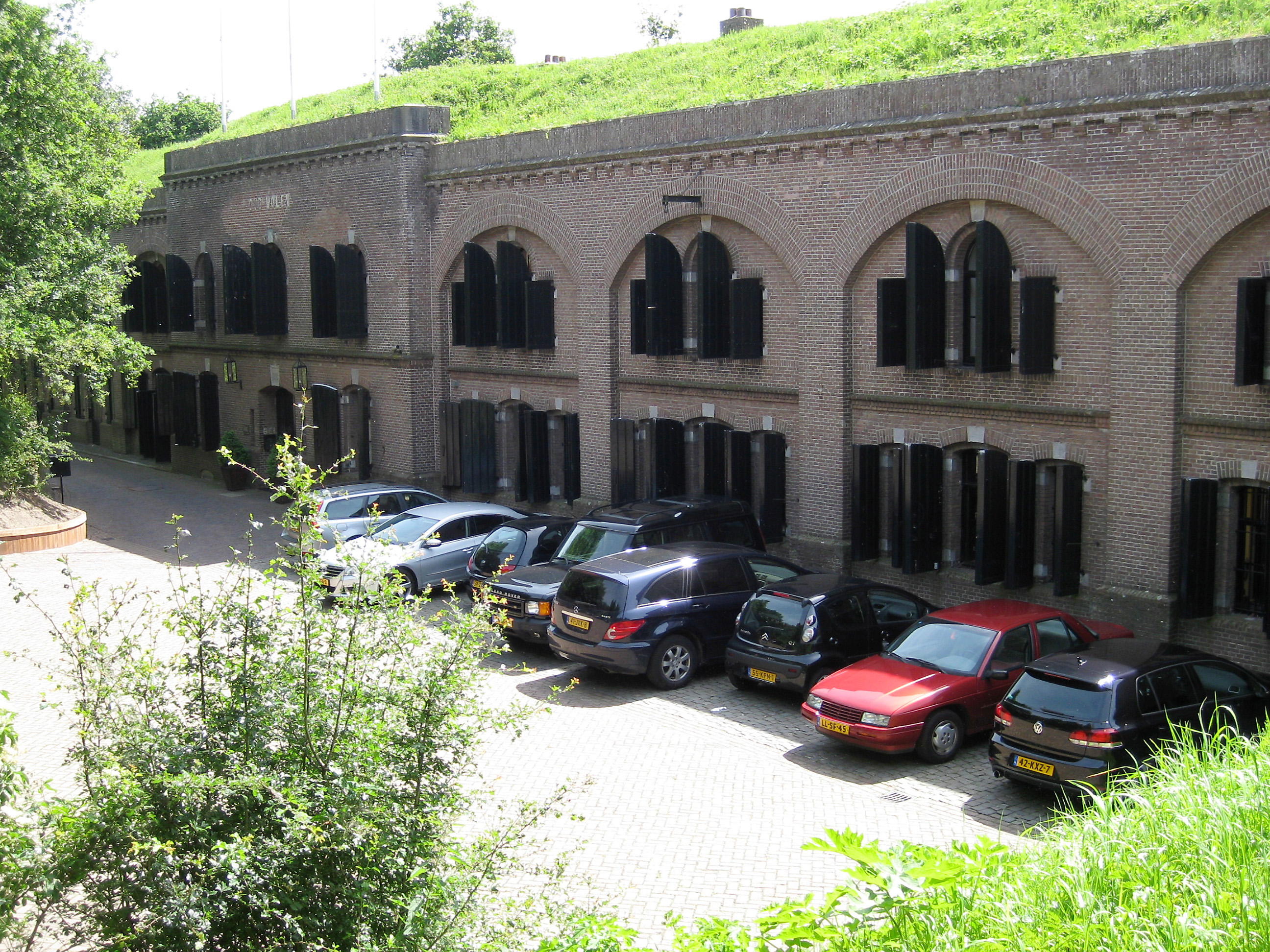
Kazerne (gebouw L')

## Verkeersverbindingen

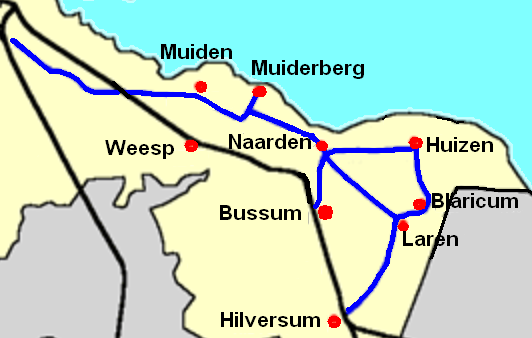
Lijnenkaart (in zwart de spoorlijnen en in blauw de tramlijnen)

Sinds de 17e eeuw (1641) heeft Naarden een trekvaart op Muiden en Amsterdam. In 1874 kreeg Naarden een station (Naarden-Bussum) aan de spoorlijn Amsterdam – Amersfoort en in 1881 een tramlijn van de Gooische Stoomtram naar Muiden en Amsterdam, in 1882 naar Laren en Hilversum en in 1883 naar Bussum en Huizen. De tramlijnen werden tussen 1939 en 1947 opgeheven en door busdiensten vervangen. Tot 1958 was er nog goederenvervoer naar Naarden Chemie.
Vanaf de jaren dertig liep Rijksweg 1 (Amsterdam – Amersfoort) vanaf Muiden door Naarden richting Laren. Aanvankelijk als tweestrooksweg ten zuiden van de vesting, en vanaf 1973 als autosnelweg (A1) ten noorden van de vesting, waardoor het autoverkeer nu om Naarden heen geleid wordt.

## Overige ontwikkeling
Laat in de 19e eeuw ontwikkelde zich buiten de vesting enige nieuwe industrie in Naarden. In februari 1872 werd de bouw gestart van de de NV Gooische Beetwortelsuiker-fabriek en deze fabriek heeft tot 1902 suiker geproduceerd. Na 1945 vindt er buiten de vesting nieuwbouw plaats, waardoor de stad verdubbelt in inwoneraantal. In de jaren 60, 70 en 90 van de twintigste eeuw zijn de vesting, de Grote Kerk en vele panden binnen de vesting ingrijpend gerestaureerd. In de jaren 90 trok Naarden veel nieuwe vestingbewoners die beschikten over verruimde financiële mogelijkheden dankzij de economische opleving van die jaren, waardoor de huizenprijzen binnen de vesting onevenredig sterk stegen.
Naast de gebruikelijke voorzieningen bezit Naarden een van de oudste rugbyclubs van Nederland, RC 't Gooi (1933) en een grote, nieuw aangelegde jachthaven. Het ongeveer 75 jaar oude speelpark Oud Valkeveen, ligt aan het Gooimeer en heeft een meer regionale functie. 
Vanaf de jaren 1960 was de discussie gaande over een fusie met het aanpalende Bussum. In 2007 besloten de Gedeputeerde Staten van Noord-Holland dat een fusie van Naarden met Bussum, Muiden en Weesp wenselijk was. Per 1 januari 2016 is de voormalige gemeente Naarden met Bussum en Muiden samengevoegd tot de nieuwe gemeente Gooise Meren. Weesp bleef daarbuiten, en is gefuseerd met de gemeente Amsterdam.